# Bistum Rouyn-Noranda
Das Bistum Rouyn-Noranda (lateinisch Dioecesis Ruynensis-Norandensis, französisch Diocèse de Rouyn-Noranda) ist eine in der kanadischen Provinz Québec gelegene römisch-katholische Diözese mit Sitz in Rouyn-Noranda. 

## Geschichte
Das Bistum Rouyn-Noranda wurde am 29. November 1973 durch Papst Paul VI. aus Gebietsabtretungen des Bistums Timmins errichtet. Es ist dem Erzbistum Gatineau als Suffraganbistum unterstellt.
Am 16. September 2023 verfügte Papst Franziskus die Vereinigung des Bistums Rouyn-Noranda in persona episcopi mit dem Bistum Amos. Bischof der so vereinigten Bistümer wurde der Bischof von Rouyn-Noranda, Guy Boulanger.

## Bischöfe von Rouyn-Noranda
- 1973–2001 Jean-Guy Hamelin
- 2001–2019 Dorylas Moreau
- seit 2020 Guy Boulanger